# Victorian (Schiff)
Das Fracht-Fahrgastschiff Victorian war das erste Dampfturbinenschiff im Transatlantik-Liniendienst.

## Geschichte
Die Victorian lief am 25. August 1904 bei der Werft Workman, Clark & Co. in Belfast, Nordirland als Baunummer 206 vom Stapel und im März 1905 für die bekannte Reederei Allan Line aus Glasgow fertiggestellt. Es war das erste Dampfturbinenschiff sowie das erste Dreischraubenschiff im Linienverkehr zwischen den USA und Europa. Die Jungfernfahrt führte sie am 23. März 1905 von Liverpool nach Saint John, New Brunswick. Noch im selben Jahr wurde ihr Schwesterschiff fertiggestellt, die Virginian. Im selben Jahr wurden die erste Fahrten nach Quebec und Montreal unternommen. Während des Ersten Weltkriegs wurde die Victorian als bewaffneter Handelskreuzer eingesetzt und nach der Übernahme der Allan Line durch die Reederei Canadian Pacific 1916 an die neuen Eigner übergeben. Im Jahr 1920 wurde sie nach einer Überholung bei der Werft Cammell, Laird & Company wieder in Betrieb genommen. Schon 1921 wurde das Schiff bei Fairfield Shipbuilding & Engineering mit in nur noch zwei Klassen aufgeteilten Passagiereinrichtungen und mit neuer Antriebsanlage und Ölfeuerung ausgerüstet um 1922, in Marloch umbenannt, wieder in Betrieb genommen zu werden. Schon 1925 wurde sie jedoch aufgelegt und nur noch sporadisch eingesetzt um schließlich ab dem 17. April 1929 in Milford Haven abgebrochen zu werden.

## Anordnung
Das Schiff war wie folgt aufgeteilt:
- Vier reguläre Passagierdecks & Zwischendecks.
- Fünf zum Teil als Kühlräume eingerichtete Laderäume.

Die Passagiere der ersten Klasse wohnten auf dem Brücken- und Promenadendeck, die Passagiere der zweiten Klasse auf dem Haupt- und Oberdeck. Die 940 Zwischendeckspassagiere waren in Sammelquartieren untergebracht. Außer den Passagieren, konnte das Schiff noch 800 Tonnen überwiegend gekühlte Ladung transportieren.

## Trivia
Ihr bei der Werft Alexander Stephen and Sons in Linthouse gebautes Schwesterschiff Virginian wurde nur einen Monat später fertiggestellt, aber erst 1955 nach fast genau 50 Jahren Dienstzeit in Trieste abgebrochen.